# Roodkerkje
Roodkerkje is een kerkgebouw in Roodkerk in de Nederlandse provincie Friesland.

## Beschrijving
De kerk was oorspronkelijk gewijd aan Martinus. De romaanse zaalkerk uit de 12e eeuw, deels tufsteen, kreeg in de 18e eeuw een nieuwe westgevel met geveltoren. De kerk is een rijksmonument. In 1996 werd een nieuw orgel geplaatst.

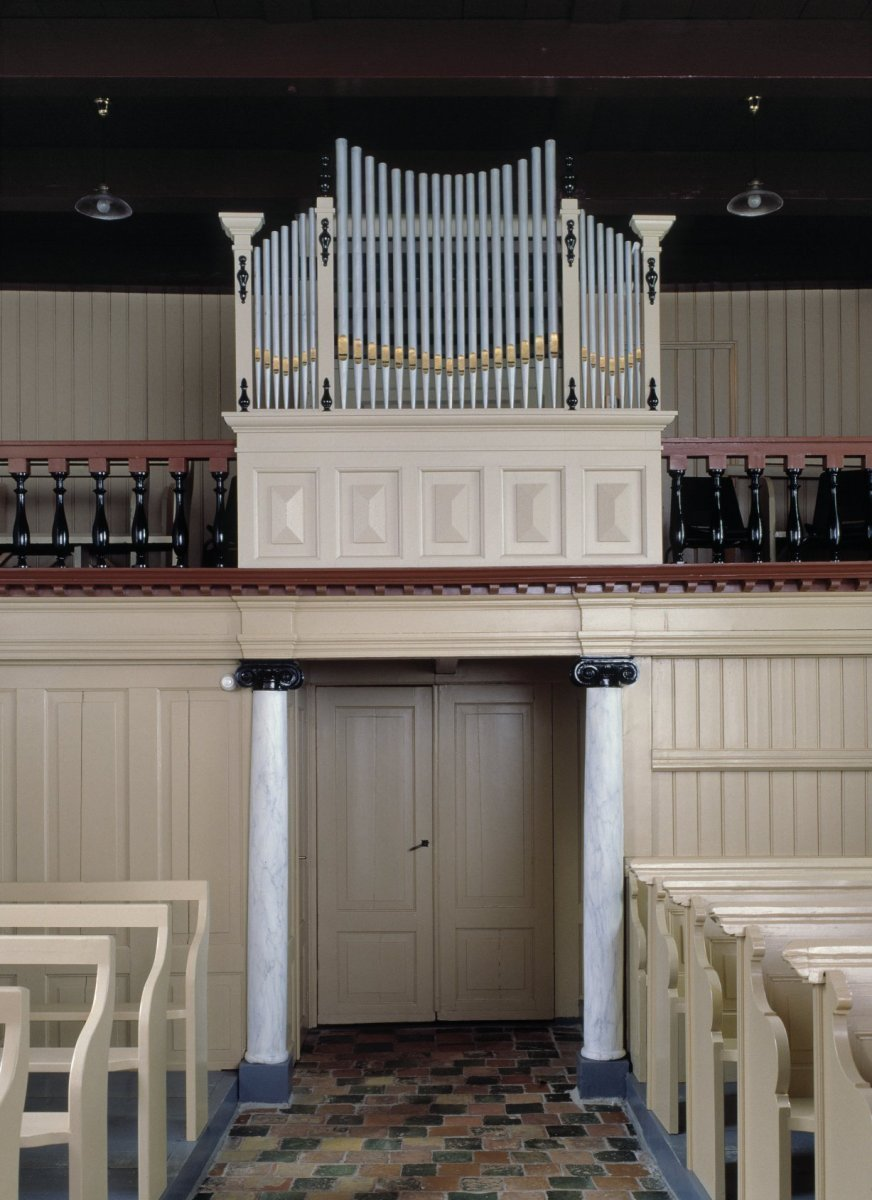
Interieur met orgel (2000)